# Irene Szep
Irene Szep (* 31. Dezember 1953 in St. Pölten) ist eine österreichische Politikerin (SPÖ).
Irene Szep besuchte von 1964 bis 1968 ein Bundesrealgymnasium in Spittal an der Drau, von 1968 bis 1974 die Handelsakademie in Klagenfurt. Anschließend studierte sie ab 1974 Volkswirtschaft in Wien, wechselte nach der ersten Diplomprüfung die Fachrichtung: Wirtschaftspädagogik.
Seit 1976 arbeitete Irene Szep als Berufsschullehrerin (Stadtschulrat Wien) wechselte 1984 aber ihren Lebensmittelpunkt und begann in Kärnten, Feldkirchen an der Fachberufsschule 2 zu unterrichten.
1989 legte sie die Lehramtsprüfung für den allgemeinbildenden und betriebswirtschaftlichen Unterricht ab, 1991 folgte die Ergänzungsprüfung für Englisch und sie avancierte zur Leiterin der Arbeitsgemeinschaft Englisch für Berufsschulen in Kärnten (1999 Erweiterungsprüfung für Deutsch und Kommunikation). Seit 1991 unterrichtet Irene Szep auch im Landesgefangenenhaus Klagenfurt.
Seit 1995 arbeitet Irene Szep am Sozialpädagogischen Dienst für alle Fachberufsschulen in Kärnten mit.
2002 begann Irene Szep ihrem politischen Interesse in Form einer Tätigkeit als Gemeinderätin und Gemeindevorstand nachzugehen. Seit 2003 ist sie Mitglied des Landesfrauenvorstandes Kärntens.
Von 2005 bis 2009 nahm sie das Amt der Vizebürgermeisterin von Moosburg wahr.
Irene Szep folgte im April 2013 als SPÖ-Mandatarin Gerhard Köfer im Österreichischen Nationalrat nach.